# Kniaz' Igor
El príncep Ígor és una òpera amb un pròleg i quatre actes d'Aleksandr Borodín, amb llibret del mateix autor, basat en l'obra medieval El conte de la campanya d'Ígor. S'estrenà al teatre Mariïnski de Sant Petersburg el 4 de novembre de 1890.

## Una obra mestra inacabada
Amb algunes interrupcions, Borodín treballà en aquesta òpera des de 1869 fins a la seva mort. Malgrat tot, El príncep Ígor restà inacabada. No existeix cap versió autèntica. El mateix Borodín instrumentà només un quart de tota l'òpera. Després de la mort del compositor, Rimski-Kórsakov i Glazunov completaren la partitura basant-se en els esborranys. Aquesta és la versió que es representa avui dia per tot el món.
El musicòleg soviètic Pàvel Lamm planejà el 1947 la publicació d'una versió autèntica, ja que una cinquena part de la música composta per Borodín no havia estat utilitzada per Rimski-Kórsakov i Glazunov, els quals, a més, havien alterat l'ordre de les escenes. Aquesta edició no s'arribà a publicar. El compositor Iuri Fortunàtov i l'historiador musical Ievgueni Levaixov prepararen una nova versió el 1974, basant-se en les investigacions de Lamm, per a una representació a Vílnius (finalment publicada i representada el 1978 en l'Òpera Estatal Alemanya de Berlín).
El 1933 es representà en el Teatre Mariïnski de Sant Petersburg una nova versió millorada amb la instrumentació de Iuri Falik. Aquesta es troba disponible en disc compacte.

## Argument

### Lloc i època
La ciutat de Putivl i el campament militar dels polovtzians, el 1185.

### Pròleg
El príncep Ígor manté en alerta el campament militar. Vol emprendre una campanya contra els polovtzians. En aquestes, el sol s'enfosqueix. Ígor no fa esment d'aquest senyal d'advertència. S'acomiada de la seva esposa Jaroslavna i confia el seu regne al príncep Galizki, germà de la seva dona. Sota càntics de lloança, marxa amb els seus vassalls a la guerra. Només els músics de Gulok, Skula i Jeroshka, temen més a la mort que a la baixesa de la covardia. Per això s'amaguen i es queden en un refugi segur en la ciutat de Putivl.

### Acte I
El príncep Galizki celebra festes per guanyar-se el favor dels seus súbdits i usurpar així el tron d'Ígor. Skula i Jeroshka ja l'aclamen com el seu nou senyor. Unes noies exigeixen al llibertí posar en llibertat a una amiga que els ha arrabassat. Galizki es mofa d'elles i les fa expulsar. Jaroslavna està preocupada per Ígor, del que no li ha arribat cap notícia. Les noies supliquen a Jaroslavna protecció davant Galizki. Aquest expulsa les implorants dones, injuria a la seva irada germana i ja es creu en possessió del tron d'Ígor. Uns boiars porten a l'afligida Jaroslavna la nova que l'Ígor es troba presoner i que l'exèrcit rus ha estat derrotat.

### Acte II
En el campament dels polovzians l'aire fresc de la nit incita a les noies a la dansa i al cant. La filla del kan i el fill d'Ígor, Kontxakovna i Vladimir, es confessen el seu amor. Ígor, desassossegat, volta en la nit pel campament. Lamenta la desbaratada expedició militar i enyora a la seva estimada esposa. Jaroslavna li ha enviat un fill adoptiu de la ciutat de Polovz, Ovlur, que viu a Putivl i que ha d'ajudar-lo a fugir, però el príncep no vol deshonrar al kan Kontxak, que li ha ofert hospitalitat. Kontxak allarga al rus la seva mà amiga. Units seran invencibles, podran sembrar la violència i sotmetre als pobles. Ígor refusa l'oferiment. El kan ordena portar les noies més belles per consolar al melangiós Ígor i així guanyar-lo per la seva causa. Aquestes adulen al trist Ígor mentre que els polovtzians mostren a l'estranger el seu poder guerrer.

### Acte III
Les hosts del cruel kan Gsak retornen d'una incursió en territori rus. En aquest moment, Ígor decideix fugir. Vladimir dubta si ha de seguir al seu pare. Kontxakovna li demana que es quedi al seu costat, o que s'escapin junts. La fugida d'ïgor és descoberta. Kontxak perdona la vida al fill del seu enemic, amb l'esperança de caçar al vell falcó utilitzant per això al jove.

### Acte IV
Jarostlavna lamenta la desaparició d'Ígor. Però el príncep ha aconseguit escapar i retorna. Ignorant-ho, Skula i Jerochka, canten una cançó satírica dedicada a Ígor. Llavors descobreixen que l'estendard d'Ígor adorna de bell nou la ciutat de Putivl. Sonen les campanes i criden al poble anunciant-los el retorn d'Ígor: Resplendent resa el sol en el cel: el príncep Ígor es troba de nou en terra russa.

## Òpera heroica o epopeia heroica musical?
La gran composició de Borodín no es pot catalogar segons els gèneres occidentals. Borodín recomanà el tema d'Ígor a Vladimir Stasov el 1869.
L'important crític i esteta intentà configurar un drama a partir dels tràgics episodis, les descripcions de paisatges i les reflexions líriques del cant històric. Això no obstant, Borodín mateix va escriure el llibret de l'òpera després d'estudiar a fons les fonts històriques i literàries. No escriví un llibret complet—aquest fet constituiria també un impediment en la configuració de la versió definitiva de l'òpera--, sinó que compongué, ensems que la música, certes parts del text. En els anys en els quals treballà en la composició es fou separant cada vegada més del drama històric escrit per Stasov i apropant-se més a l'epopeia.

## Un missatge polític
En dos segles s'escriviren més de vuit-cents estudis vers la llegenda de l'expedició militar d'Ígor, però fins avui no s'ha pogut arribar a un acord sobre l'aparició de la llegenda. Tampoc sobre l'època i el lloc de Rússia en el que visqué el protagonista, així com la seva ascendència.
Tampoc se sap amb seguretat per què aquest immortalitzà la infundada campanya militar d'un príncep sense cap importància (Ígor era senyor d'un principat diminut), i per què el petit poble de Polovz és l'enemic i no per exemple els tàrtars, que havien dominat Rússia durant dos segles. La llegenda d'Ígor estava de rabiosa actualitat en el segle xix. Se'l considerava una crida patriòtica entre la noblesa russa per unir-se contra l'enemic comú, que a Rússia significava la manca de fermesa davant els ideals nacionals.
El progrés de Rússia només era possible, segons el concepte dels nacionalistes—als quals pertanyia Borodin--, amb un tsar renovat espiritualment per una reforma de tipus polític, amb una noblesa il·lustrada i amb una burgesia (que encara no existia).
En l'òpera la pregunta per què? és molt més important que la de contra què?. Aquest fou el motiu pel qual Borodin, cercant una òpera de tema nacional, es decidí per la llegenda d'Ígor.

## Fets històrics
Els polovtzians, un poble nòmada de llengua turca, assoliren el Volga el segle xi, de retorn de la seva migració a Sibèria, topant-se aquí per primera vegada amb les tropes russes. Kontxak era un dels seus generals més famosos. A finals del segle xii i principis del XIII els polovtzians continuaren la seva migració davant la pressió dels tàrtars. Una part d'ells s'assentà en les conques dels Carpats. L'eclipse solar a la que s'al·ludeix en la cançó d'Ígor, en efecte, succeí l'1 de maig de 1185, a les 15.25 h. El príncep Ígor marxà contra els polovtzians el 1185. Ell era, per cert, un aliat dels polovtzians i s'havia casat amb la filla del kan Kontxak. En la primera batalla va vèncer ell, però fou derrotat en la segona, a la vora del riu Kajala. El seu exèrcit fou anihilat i Ígor fugí a Kíev a l'abric del Gran Duc rus.

## Rússia i Orient

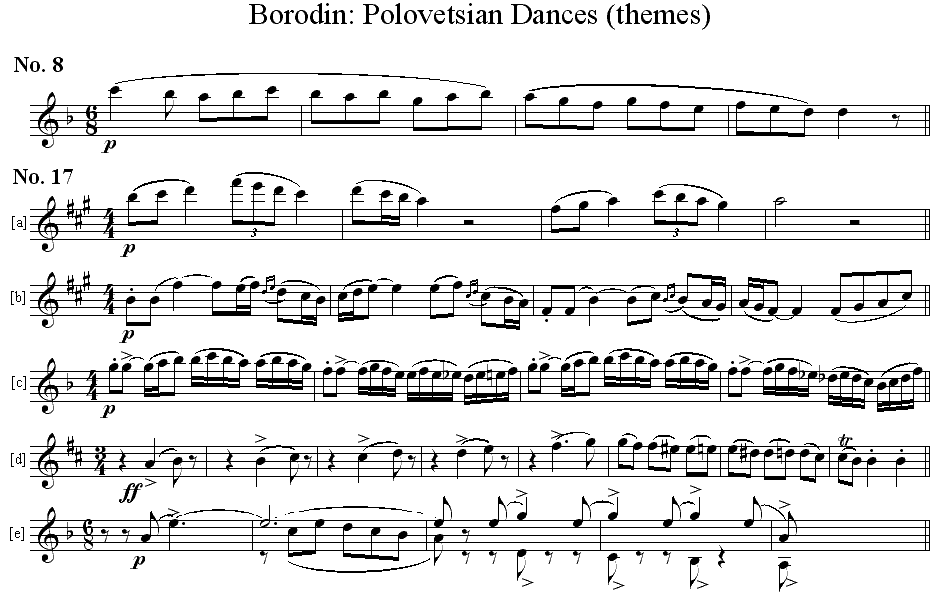
Partitura de les famoses Danses Polovtzianes

La singularitat musical i dramàtica de l'òpera de Borodín es basa en l'oposició de dos mons fonamentalment diferents: el de la vella Rússia i el de l'Orient exòtic. A l'hora de presentar l'atmosfera russa, Borodín obra, això no obstant, de forma més arcaica que Glinka trenta-quatre anys abans. Borodín va compondre fidel a l'esperit dels vells càntics populars, les tonalitats modals anàlogues i els usos melòdics característics de la vella música religiosa russa.
Borodín no va recórrer només a la música popular i religiosa sinó també a les romances urbanes del segle xix. L'estil de les romances està vinculat al cercle temàtic de l'amor. Caracteritza sobretot la figura de Vladímir però també es fa sentir la figura d'Ígor a través d'una aclaparadora melodia (ària de l'acte II) i en la Jaroslavna (cant fúnebre, acte IV).
La música dels polvtzians, com la música oriental de Borodín en general, és màgica, a voltes delicada i eròtica, i altres rústica i bàrbara. En contraposició a l'ambient rus, les melodies orientals són riques en mèlistalisme.
En ocasió d'una conferència sobre ciències naturals el 1874 a Kazan, la porta d'Orient, despertà en Borodín l'interès pels polovtzians i altres pobles orientals. La Universitat de Kazan posseeix el centre més gran d'investigació sobre orientalisme. Estan relacionades les opinions democràtiques del compositor amb el fet que, per a ell, els bàrbars polovtzians no són de cap manera pitjors o més primitius que els herois russos? El kan Kontxak és, a la seva manera, un esperit tan gran com Ígor, i Kontxakovna és, paral·lelament, una figura femenina tac atractiva com Jaroslavna. Posseeixen la mateixa categoria, només que un altre temperament i altres costums.